# Radkov (Pardubice)
Radkov é uma comuna checa localizada na região de Pardubice, distrito de Svitavy.